# Zdegenerowane państwo robotnicze
Zdegenerowane państwo robotnicze − w teorii politycznej trockizmu termin używany od lat 30. XX wieku w celu opisania Związku Radzieckiego po przejęciu w 1924 roku władzy przez Józefa Stalina. Termin został użyty po raz pierwszy przez Lwa Trockiego w jego książce pt. Zdradzona rewolucja, a później i w innych jego pracach, ale miało swoje korzenie w twierdzeniu Włodzimierza Lenina, iż ZSRR było państwem robotniczym o biurokratycznych deformacjach.
Związek Radziecki w określonym powyżej czasie był państwem robotniczym, ponieważ klasa burżuazyjna została odsunięta od władzy, a ekonomiczną bazę państwa stanowiła własność znacjonalizowana. Zdaniem trockistów, zachodziła jednak deformacja, ponieważ klasa robotnicza została pozbawiona kontroli nad środkami produkcji. Warstwa rządząca Związkiem Radzieckim została nazwana przez nich kastą biurokratyczną, sprawującą kontrolę polityczną. Teoria o ZSRR jako zdegenerowanym państwie robotniczym jest blisko związana z apelem Trockiego o wszczęcie tam rewolucji politycznej, jak również z jego wezwaniami do obrony Związku Radzieckiego przed powrotem kapitalizmu.
Pojęcie to początkowo odnoszone było tylko do ZSRR. Później używane przez członków trockistowskiej Czwartej Międzynarodówki w celu opisania państw, gdzie własność została zmonopolizowana w rękach państwa, ale gdzie klasa robotnicza nigdy nie sprawowała bezpośrednio władzy lub też musiała oddać ją w ręce monopartii ze względu na zagrożenia zewnętrzne. Współcześnie terminem tym trockiści określają Kubę.

## Krytyka
Poza zwolennikami ZSRR, którzy wierzyli iż państwo to było rzeczywistym państwem robotniczym, termin ten był krytykowany także wewnątrz ruchu trockistowskiego, jak również przez innych socjalistycznych przeciwników ZSRR. Część z nich przyznaje, iż Związek Radziecki tylko początkowo nosił znamiona państwa robotniczego, zatem podkreślanie robotniczych korzeni nie ma zbytniego sensu. Jeszcze inni wskazują, że nie można twierdzić, iż kiedykolwiek było to państwo należące do klasy robotniczej. Pośród trockistów pojawiają się także takie określenia jak państwowy kapitalizm i biurokratyczny kolektywizm.